# Islas Kerama
Las islas Kerama (en japonés: 慶良間諸島, Kerama Shotō) son un grupo de 22 islas  perteneciente a Japón, situadas a 32 kilómetros al suroeste de la isla de Okinawa. Cuatro de las islas están habitadas: Tokashiki (渡嘉敷島 Tokashikijima), Zamami (座間味島 Zamamijima). Aka (阿嘉島 Akajima) y Geruma (慶留間島 Gerumajima). Las islas se encuentran dentro del distrito Shimajiri.
Durante la Segunda Guerra Mundial y previamente a la batalla de Okinawa, los soldados de la 77. ª División de Infantería desembarcaron en las Kerama el 26 de marzo de 1945. Kerama fue utilizado como un área de preparación para el asalto a Okinawa. Durante este período se dieron los primeros suicidios civiles en masa, al tiempo que ocurría la batalla de Okinawa.
El primer buque de la armada estadounidense que ancló en el puerto fue el USS Makin Island, un pequeño "jeep" de transporte. 
Ahora es una playa popular y el destino de buceo visitantes a Okinawa.
El archipiélago cuenta con el aeropuerto Kerama, ubicado en isla Fukaji.